# 374 v. Chr.
Portal Geschichte | Portal Biografien | Aktuelle Ereignisse | Jahreskalender | Tagesartikel

◄ |
5. Jahrhundert v. Chr. |
4. Jahrhundert v. Chr. |
3. Jahrhundert v. Chr. |
►

◄ | 390er v. Chr. | 380er v. Chr. | 370er v. Chr. | 360er v. Chr. |
350er v. Chr. |
►

◄◄ | ◄ | 377 v. Chr. | 376 v. Chr. | 375 v. Chr. | 374 v. Chr. |
373 v. Chr. |
372 v. Chr. |
371 v. Chr. |
► |
►►

## Ereignisse
- Dionysios I. von Syrakus schließt einen Friedensvertrag mit Karthago, nachdem er erfolglos versucht hatte, die Karthager von Sizilien zu vertreiben. Der Vertrag stellt den Status quo ante wieder her.
- Antispartanische Kräfte in Athen unterstützen einen demokratischen Umsturz auf der mit Sparta verbündeten Insel Kerkyra. Diese Unterstützung gefährdet den erst im Vorjahr geschlossenen Allgemeinen Frieden in Griechenland.
- Zakynthos wird Mitglied des zweiten Attischen Seebunds.
- 374 oder 373 v. Chr.: Nikokles wird nach dem Tod seines Vaters Euagoras I. König von Salamis auf Zypern.

## Gestorben
- 374 oder 373 v. Chr.: Euagoras I., König von Salamis (* um 435 v. Chr.)